# Усов, Анатолий Федорович
Анатолий Фёдорович Усов (8 ноября 1939 — 5 сентября 2017) — советский учёный-физик, специалист в области горного дела.

## Биография и научная деятельность
Окончил Томский политехнический институт по специальности инженер-электрик (1962).
Кандидат технических наук (1967), старший научный сотрудник (1972).
В Кольский научный центр был приглашён в 1967 году в связи с организацией работ по новому научному направлению — электроимпульсному разрушению горных пород. В качестве научного руководителя работ данной тематики в Горном институте и Институте физико-технических проблем энергетики Севера обеспечил выполнение НИР по широкому спектру проблем изучения физических основ и разработки техники и технологии электроимпульсного способа разрушения материалов. На базе нового способа разрушения материалов обоснован обширный спектр предложений на разработку технических средств и специфичных технологий для горного дела, горнотехнического и инженерного строительства, переработки минерального и технического сырья: экспериментальные установки и стенды бурения скважин различного диаметра и назначения, резания и поверхностной обработки блоков и негабаритов вскрышных пород, дезинтеграции руд и технических материалов успешно апробированы в лабораторных и производственных условиях.
Автор более 180 научных работ, в том числе 3 монографий, 120 публикаций, 11 авторских свидетельств на изобретения.
В своих работах заложил основы нового научного направления в электрофизике — физики электровзрыва в конденсированных средах и его технологического применения для разрушения материалов (электроимпульсная технология). Разработки отмечены медалями ВДНХ СССР, международных салонов инноваций в Москве (2002, 2007) и Санкт-Петербурге (2003), вошли в каталоги инновационных проектов Мурманской области, в российские базы данных о технологических разработках и вызвали интерес со стороны зарубежных фирм и научных организаций.
С 1975 года работал в аппарате президиума КНЦ — ученый секретарь, зам. главного ученого секретаря, начальник научно-организационного отдела (с 1998). В рамках должностных функций участвовал в организации сводного планирования, контроля и отчетности по научно-организационной деятельности КНЦ РАН, в организации выставочной и информационной деятельности. Ответственный секретарь редколлегии энциклопедии «Ученые КНЦ РАН» и редколлегии раздела Наука «Кольской энциклопедии», отв. секретарь редколлегии журнала «Вестник Кольского научного центра РАН», соавтор обзоров и буклетов о КНЦ РАН, под его руководством созданы и поддерживаются справочно-информационные интернет-сайты КНЦ РАН, а также инновационной программы «Электроимпульсные технологии» и гуманитарного проекта «Мое село».
Доцент КФ ПетрГУ и АФ МГТУ, читал курсы по основам, процессам и аппаратам, установкам электротехнологий. В течение всего периода работы в КНЦ активно занимался общественной и профсоюзной деятельностью.

## Публикации
- Переходные процессы в установках электроимпульсной технологии. Л., 1987; СПб., 2000;
- Основы электроимпульсного разрушения материалов. Апатиты, 1995 (в соавт.);
- Электроимпульсная дезинтеграция материалов. Апатиты, 2002 (в соавт.);
- Полувековой юбилей электроимпульсному способу разрушения материалов // Вестник Кольского научного центра РАН. 2012. Вып. № 4.

## Награды
- Медаль ордена «За заслуги перед Отечеством» II степени (2006)
- Премия имени П. Н. Яблочкова (совместно с Б. В. Сёмкиным и В. И. Курцем, за 2004 год) — за цикл монографических работ по электроимпульсному разрушению материалов
- Почётная грамота (1999) и благодарность (2008) губернатора Мурманской области, почётные грамоты АН СССР (1974) и РАН (1999), почётной грамотой ВЦСПС.